# Сатан (Португалия)
Сатан (порт. Sátão; ['satɐ̃ũ]) — посёлок городского типа в Португалии, центр одноимённого муниципалитета в составе округа Визеу. Находится в составе крупной городской агломерации Большое Визеу. По старому административному делению входил в провинцию Бейра-Алта. Входит в экономико-статистический субрегион Дан-Лафойнш, который входит в Центральный регион. Численность населения — 3,7 тыс. жителей (посёлок), 13,1 тыс. жителей (муниципалитет) на 2001 год. Занимает площадь 198,40 км².
Праздник поселка — 18 августа.

## Расположение
Поселок расположен в 17 км на северо-восток от адм. центра округа города Визеу.
Муниципалитет граничит:
- на севере — муниципалитет Моимента-да-Бейра
- на востоке — муниципалитет Агиар-да-Бейра
- на юге — муниципалитет Пеналва-ду-Каштелу
- на западе — муниципалитет Визеу
- на северо-западе — муниципалитет Вила-Нова-де-Пайва

## История
Посёлок основан в 1111 году.

## Транспорт
| Численность населения муниципалитета по годам | Численность населения муниципалитета по годам | Численность населения муниципалитета по годам | Численность населения муниципалитета по годам | Численность населения муниципалитета по годам | Численность населения муниципалитета по годам | Численность населения муниципалитета по годам | Численность населения муниципалитета по годам | Численность населения муниципалитета по годам |
| --------------------------------------------- | --------------------------------------------- | --------------------------------------------- | --------------------------------------------- | --------------------------------------------- | --------------------------------------------- | --------------------------------------------- | --------------------------------------------- | --------------------------------------------- |
| 1801                                          | 1849                                          | 1900                                          | 1930                                          | 1960                                          | 1981                                          | 1991                                          | 2001                                          | 2004                                          |
| 3416                                          | 9684                                          | 13 472                                        | 14 892                                        | 16 824                                        | 13 587                                        | 13 342                                        | 13 144                                        | 13 419                                        |

## Состав муниципалитета
В муниципалитет входят следующие районы:
1. Авелал
2. Десермилу
3. Феррейра-де-Авеш
4. Форлеш
5. Миома
6. Риу-де-Моиньюш
7. Романш
8. Силван-де-Сима
9. Сатан
10. Сан-Мигел-де-Вила-Боа
11. Вила-Лонга
12. Агуаш-Боаш